# راونج (مقاطعة دليجان)
راونج (بالفارسية: راونج) هي قرية تقع في مركزي في إيران. يقدر عدد سكانها بـ 349 نسمة بحسب إحصاء 2016.